# Making Music (album de Zakir Hussain)
Pour les articles homonymes, voir Making Music.
Making Music est un album du percussionniste indien Zakir Hussain, paru en 1986 sur le label Edition of Contemporary Music. C'est une collaboration avec le flûtiste indien Hariprasad Chaurasia et des musiciens de jazz, le saxophoniste Jan Garbarek et le guitariste John McLaughlin.

## Titres
| No | Titre        | Durée |
| -- | ------------ | ----- |
| 1. | Making Music | 12:31 |
| 2. | Zakir        | 6:23  |
| 3. | Water Girl   | 3:52  |
| 4. | Tony         | 3:51  |
| 5. | Anisa        | 9:14  |
| 6. | Sunjog       | 7:36  |
| 7. | You and Me   | 2:12  |
| 8. | Sabah        | 3:35  |

## Musiciens
- Zakir Hussain, percussions
- Hariprasad Chaurasia - flûte
- Jan Garbarek - saxophone ténor, saxophone soprano
- John McLaughlin - guitare